# Скаридзев
Скаридзев (пол. Skarydzew) — село в Польщі, у гміні Дорухув Остшешовського повіту Великопольського воєводства.
Населення — 433 особи (2011).
У 1975-1998 роках село належало до Каліського воєводства.

## Демографія
Демографічна структура станом на 31 березня 2011 року:
|          | Загалом | Допрацездатний вік | Працездатний вік | Постпрацездатний вік |
| -------- | ------- | ------------------ | ---------------- | -------------------- |
| Чоловіки | 232     | 57                 | 152              | 23                   |
| Жінки    | 201     | 46                 | 114              | 41                   |
| Разом    | 433     | 103                | 266              | 64                   |